# Parvilacerta
Parvilacerta es un género de lagartos de la familia Lacertidae. Sus especies se distribuyen en zonas de montaña de Líbano, Armenia y Turquía.

## Especies
Se reconocen las siguientes dos especies:
- Parvilacerta fraasii (Lehrs, 1910) - Líbano.
- Parvilacerta parva (Boulenger, 1887) -  Armenia y centro y norte de Turquía.